# ISO 3166-2:GP
ISO 3166-2:GP es la entrada para Guadalupe en ISO 3166-2, parte de los códigos de normalización ISO 3166 publicados por la Organización Internacional de Normalización (ISO), que define los códigos para los nombres de las principales subdivisiones (p.ej., provincias o estados) de todos los países codificados en ISO 3166-1.
En la actualidad, no no hay códigos ISO 3166-2 definidos en la entrada para Guadalupe, por ser un territorio que carece de subdivisiones definidas.
Guadalupe, un territorio de ultramar de Francia tiene oficialmente asignado el código  GP. Además, tiene también asignado el código FR-GP en la ISO 3166-2 bajo la entrada para Francia.